# Шелкозаводська
Шелкозаводська (рос. Шелкозаводская) — станиця у Шелковському районі Чечні Російської Федерації.
Населення становить 1238 осіб. Входить до складу муніципального утворення Шелкозаводське сільське поселення.

## Історія
Згідно із законом від 14 липня 2008 року органом місцевого самоврядування є Шелкозаводське сільське поселення.

## Населення
| 1878 | 1883 | 1926 | 1990  | 2002  | 2009  | 2010  |
| ---- | ---- | ---- | ----- | ----- | ----- | ----- |
| 209  | ↗213 | ↗423 | ↗1230 | ↘1126 | ↗1811 | ↘1238 |